# Henrik Petersen
 Der er flere personer med dette navn, se Henrik Petersen (atlet).
Henrik Petersen (født 27. august 1952, død 12. februar 2024) var en dansk skuespiller. Han var i mange år formand for Dansk Skuespillerforbund.
Petersen var uddannet fra Skuespillerskolen ved Odense Teater i 1976.

## Filmografi
- Skytten (1977)

### Tv-serier
- Bryggeren (1996-1997)
- Ved Stillebækken (1999-1999)